# Usir

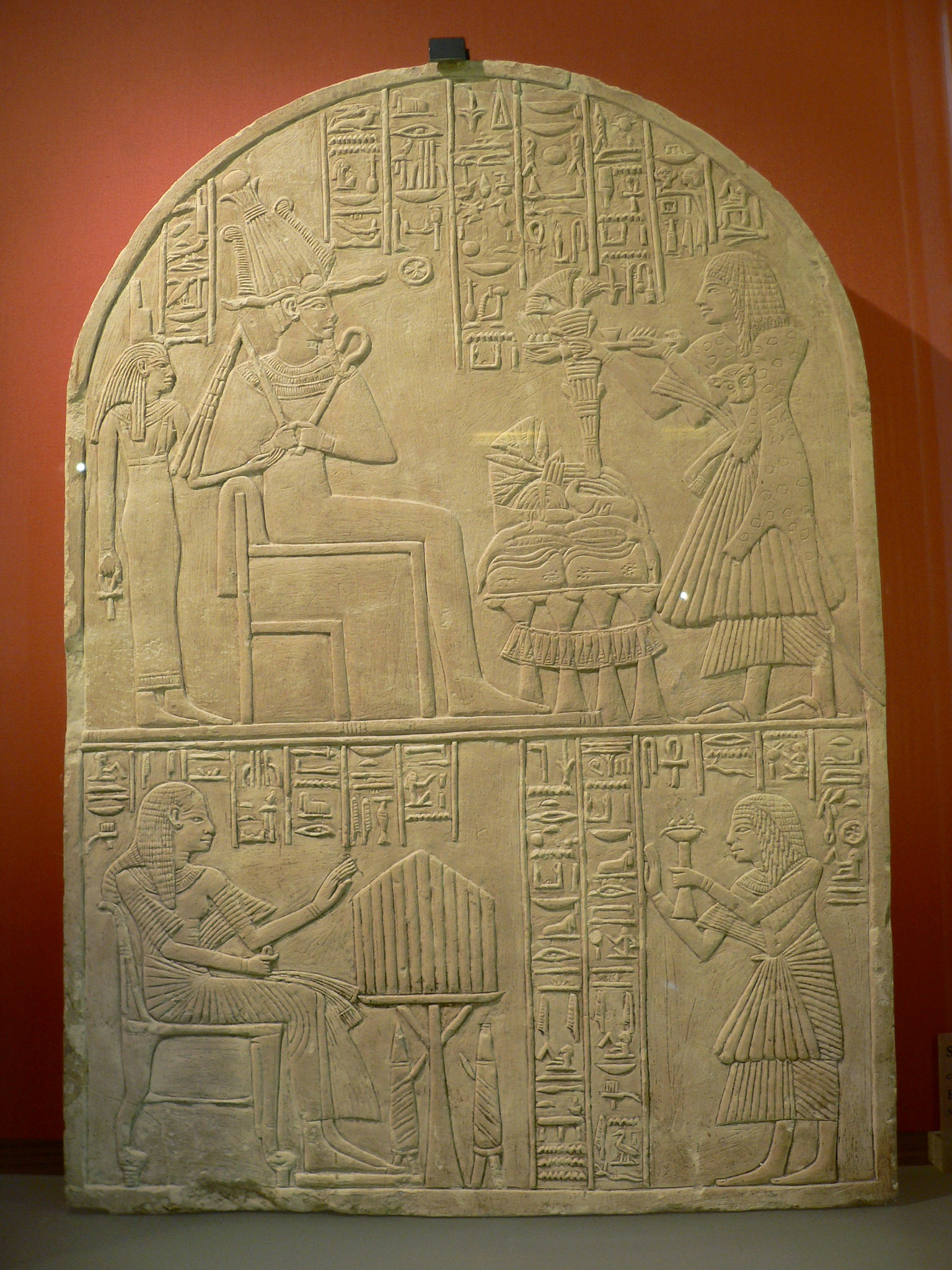
Zemřelý před Usirem a Esetou v horním registru votivní stély

Usir, někdy též Usirev (řecky Οσιρις – Osiris, původní podoba jména snad byla Asar, Ausar nebo Ausare, jeho překlad je nejistý) je zpravidla staroegyptský bůh se složitým teologickým vývojem. V pozdní rozvinuté podobě svého kultu je bohem plodnosti, úrody a současně bohem zemřelých – vzkříšeným vítězem nad smrtí a králem podsvětní říše, kde mohou zemřelí žít věčným životem. Přestože z řady náznaků lze usuzovat, že Usir byl od počátku významnou postavou egyptského náboženství a významově je třeba jej předpokládat už pro nejstarší teologický koncept Devatera z Iunu, spolehlivě je doložen teprve v době 4. a zejména 5. dynastie.
Zatímco bohy pohřebního kultu soukromých osob byl především Chentiimentiu a Anup, usirovský mytologický okruh, jehož první doklady jsou známé z Textů pyramid, byl původně spojen výhradně s panovníkem: tvořil ideologický kontext královské moci, přesněji jeho pohřebního aspektu, v jehož rámci byl Usir chápán jako představitel věčné podsvětní podoby krále – vtěleného Hora. Od poloviny Staré říše byl Usir s ostatními podsvětními bohy ztotožňován (např. Chentiimentiuem a Sokarem) nebo je jiným způsobem asimiloval (Anup), Od doby Prvního přechodného období a Střední říše začal být prostřednictvím Textů rakví mýtus o Usirově (=panovníkově) cestě podsvětím a jeho zmrtvýchvstání vztahován na všechny zemřelé. Usir se tak stal jedním z nejuctívanějších staroegyptských bohů a tuto oblibu si udržel až do potlačení pohanských kultů křesťanskými římskými císaři.

## Mytologie
Usir, řecky Osiris byl egyptským bohem plodnosti a úrody, na jeho bratra Sutecha zbyly neúrodné pouště a sucho. Sutech, jenž byl Reovým strážcem předtím, než ho Eset lstí donutila vrátit se zpět na oblohu, se rozhodl, že se mu pomstí. Pozval ho k sobě na hostinu, kde kromě něj bylo i 42 usireových nejzarytějších nepřátel. Usira obelstil tím, že přinesl krásně zdobenou rakev a řekl, že kdo se do ní přesně vejde, tomu bude darována. Okolní bohové to zkusili, byli však moc malí nebo velcí. Tak to zkusil Usir, kterému byla přesně. A v tu chvíli ji  Sutechovi spiklenci zaklapli a zalili olovem. Rakev poté hodili do řeky Nil. Řeka rakev vyplavila a z jejího dřeva vypučela akácie. O několik týdnů později šel na procházku panovník Malkandr který když ji uviděl se rozhodl ať ji pokácí a udělají z jejího dřeva jeden z honosných sloupů do paláce. Jakmile byl sloup spuštěn do země, začala kolem něj každý den neúnavně létat vlaštovička.
Ta vlaštovička byla Eset, usireova manželka která zoufale toužila dostat milovaného manžela zpátky. Za několik dnů bylo možné ve městě zahlédnout záhadnou a překrásnou cizinku ,Eset která na sebe vzala lidskou podobu. Všichni si tuto cizinku zamilovali, jak pak by ne, vždyť královniny služky naučila jak rozvinout egyptskou krásu, styl a mnoho dalšího. I ostatním lidem pomáhala. Šeptalo se že je "cizinka" dokonce hezčí než královna Nemanu. To podnítilo královninu náramnou zvědavost. A nechala si přivést Eset do paláce kde ji požádala aby se stala kojnou jejího syna. Eset přijala. Jednou v noci když se královna chtěla pokochat synáčkovým spánkem uviděla jak u jeho lože stojí devět škorpiónů a samotný syn hoří. Jak královna vykřikla, přiběhlo všechno služebnictvo včetně Eset. Eset se obrátila čelem k davu a vyděšeným rodičům syna a pronesla :"královno zklamala jsi mou důvěru,každou noc jsem tvého syna takto očišťovala ohněm aby se mohl stát nesmrtelným teď už to nepůjde". Královští rodiče až teď poznali že pod jejich střechou přebývala mocná bohyně a na usmířenou ji nabídli že si může jako dar vybrat jakýkoliv předmět v paláci, Eset si okamžitě vyžádala akáciový sloup. Vlastníma rukama rozštípala sloup a tělo tolik milovaného muže pohřbila v deltě Nilu.Později usireovi ostatky objevila jakási černá svině a přivedla k ním Sutecha. Sutech šílený zlostí roztrhal usireovo tělo na 14 částí a rozházel je po celé délce toku  Nilu.Když se o  tom dozvěděla Eset, málem zemřela žalem ale přesto  vyrazila na loďce na cestu s cílem najít všechny části manželova těla. I přes mnoho obtíží a překážek uspěla a za pomoci boha Anupa manželovo tělo složila dohromady kromě jedné části kterou sežrala dravá ryba. Aby mohlo dojít k početí božského syna Hóra. Avšak neoživila ho zcela, a tak se Usir stal bohem podsvětí a zemřelých.
Od těch dob putují mrtvé duše přes Usirovu stolici, kde váží jejich srdce pomocí pírka pravdy. Pokud je lehčí než pero, odejdou do duatu. Ale pokud je těžší, zhltne duši nestvůra Babii  číhající u Usirových nohou.